# Những cuộc phiêu lưu mới của Akmal
Những cuộc phiêu lưu mới của Akmal (tiếng Nga: Новые приключения Акмаля, "Nô-vy-e pri-ly-u-che-ni-a Ác-ma-ly-a") là phần tiếp theo của bộ phim "Akmal, con Rồng và nàng Công chúa.

## Nội dung
Trong chuyến phiêu lưu lần này, bộ ba Akmal, Guzal, Jahangir phải ra tay ngăn chặn ông vua xảo quyệt và độc ác - cha của Guzal - đang tâm chiếm giữ nguồn nước của dân chúng.

## Diễn viên
- Sokrat Suleymanov... Akmal
- Dilnoz Rasulova... Guzal/Công chúa Guzal
- Rajab Adashev... Jahangir Nureyev (Trung úy Cảnh sát)
- Heroda Alyeva... mụ phù thủy độc ác có chiếc răng sâu
- Khairulla Sagdyev... ông già làm vườn có phép thuật
- Wahid Kadyrov... đức vua - cha của Guzal
- Vahob Abdullayev
- Maksud Mansurov
- A.Mukhamedov
- Uchkun Rakhmanov
- Polat Saidkasymov
- Ulugbek Khamrayev
- M.Atabayev
- Saidmurad Ziyautdinov
- Anwar Kenjayev
- Maksud Mansurov
- M.Mirzabekov
- Tesha Muminov
- Tuhtasyn Muratov
- Farida Khodjayeva
- Maryam Yakubova

## Ê-kíp
- Giám đốc sản xuất: Ravil Ganyev, Lev Simbirtsev
- Âm nhạc: Yevgeny Shiryaev